# Жан де Дуэ
Жан де Дуэ (Jean de Douai) (1337 — 1392) — шателен Дуэ с 1355 (с 1368 — по правам жены), сеньор де Васкеаль.
Сын Жиля II де Дуэ и его предполагаемой первой жены, имя и происхождение которой не выяснены.
Наследовал отцу в 1355 году. Сразу же начал занимать деньги и наделал много долгов. В 1365 году разделил сеньорию Васкеаль на две части и одну из них, Васкеаль-Паруасс, продал Изабелле ван Родес, даме д'Энгельмюнстер и де Брок. Позже ей же продал и вторую половину, Васкеаль-ла-Марк.
В 1368 году женился на Матильде (Маго) де ле Винь (1350—1419), происходившей из незнатного, но богатого рода. Перед этим, 14 июля того же года, он продал ей шателению Дуэ за две тысячи золотых флоринов и таким образом смог погасить все долги. Детей в этом браке не было.
Жан де Дуэ последний раз прижизненно упоминается в документе 1392 года. Вероятно, он умер вскоре. В документе от 24 июня 1393 года числится умершим.
В 1395 году Матильда де ла Винь вышла замуж за Гильома де Неля, сеньора де Сен-Венан и дю Сошуа (Guillaume de Nesle Seigneur de Saint-Venant et du Sauchoy). Они в 1409 году продали шателению кузену Матильды — Богуа д’Энши (Baugois seigneur d’Inchy) (ум. 1450). При этом Матильда пожизненно сохраняла титул и доходы. Сын Богуа д’Энши Филипп в 1464 году с разрешения герцога Бургундии Филиппа III продал шателению эшевенам города Дуэ за 3 тысячи франков.

## История
- Histoire du château & de la chatellenie de Douai, des fiefs, terres et seigneuries tenus du souverain de cette ville, depuis le Xe siècle jusqu’en 1789, avec de nombreux renseignements généalogiques et héraldiques, tirés des chartes et des sceaux : la féodalité dans le Nord de la France. 1 / par Félix Brassart. Стр. 162—167.
- http://fmg.ac/Projects/MedLands/nfracado.htm#_Toc44147369